# Assemble Head in Sunburst Sound
Gli Assemble Head in Sunburst Sound sono un gruppo musicale psychedelic rock statunitense, formatosi a San Francisco, California.

## Storia
La band è nata come trio formato da Michael Lardas, Jefferson Marshall e Charlie Saufley. La formazione si è gradualmente allargata fino a comprendere sette membri nel 2009, grazie all'ingresso dei polistrumentisti Anderson Landbridge e Camilla Saufley e dei coristi Brett Constantino ed Evan Reese.
Poco dopo la pubblicazione dell'album d'esordio nel 2005 (limitato a 500 copie), hanno firmato per la Tee Pee Records e da allora hanno pubblicato tre album in studio: Ekranoplan (2007), When Sweet Sleep Returned (2009), e Manzanita (2012).

## Formazione
- Michael Lardas (batteria)
- Jefferson Marshall (basso, chitarra, percussioni)
- Charlie Saufley (basso, chitarra, percussioni, voce)
- Brett Constantino (voce)
- Evan Reese (voce)
- Anderson Lanbridge (Moog, theremin)
- Camilla Saufley (basso, flauto, tastiere, voce)

## Discografia
- Assemble Head in Sunburst Sound (2005)
- Ekranoplan (2007)
- When Sweet Sleep Returned (2009)
- Manzanita (2012)